# Corethrella longituba
Corethrella longituba är en tvåvingeart som beskrevs av Belkin, Heinemann och Page 1970. Corethrella longituba ingår i släktet Corethrella och familjen Corethrellidae. Inga underarter finns listade i Catalogue of Life.